# Михайленко, Элвис
Элвис Михайленко (13 сентября 1976, Юрмала) — латвийский боксёр-профессионал.

## Спортивная карьера
Является первым чемпионом Латвии среди профессионалов и первым боксёром, выходцем из Латвии, завоевавшим титулы на профессиональном ринге.
В октябре 2002 года в Мадриде в 12-ти раундах по очкам победив испанца Алехандро Лакатоса (англ. Alejandro Lakatos), Михайленко завоевывает вакантное звание интерконтинентального чемпиона по версии WBA (Всемирная боксёрская ассоциация), и в рейтингах входит в десятку сильнейших боксёров Европы и мира. В июне 2004 года, в Копенгагене, в 10-раундовом поединке по очкам побеждает шведа Джованни Альвареза (англ. Giovanni Alvarez) и отбирает у того звание чемпиона Евросоюза (EBU-EU). В марте 2005 года, в германском Цвиккау, победив немца Кая Курцаву (англ. Kai Kurzawa), отстоял свой пояс чемпиона Евросоюза.
Выступал под контрактом с лондонской промоутерской компанией Peacock Promotion и Universum-Box Promotion в Гамбурге. На профессиональном ринге провел 20 боев, в которых одержал 18 побед, 1 поражение и 1 ничья. Провёл тренировочные сборы и спарринги с чемпионами мира Джо Кальзаге, Миккель Кесслер, Жолт Эрдеи, Стипе Дрвиш, Дэвид Хэй.
На любительском ринге становился чемпионом Латвии 1997 года, представлял национальную сборную на многих международных турнирах. В 71 бою одержал 57 побед.
В конце 90-х параллельно боксу занялся кикбоксингом, стал чемпионом Европы (1998) и дважды чемпионом Латвии (1998, 1999). Его тренером являлся мастер спорта международной категории Андрей Долгов. Отдавал предпочтение атакующей манере введения боя, непрерывно наращивая темп. Ввязывал оппонентов на работу на средней и ближней дистанциях, часто нанося удары по корпусу противника.
В 2008 году организовал свою промоутерскую компанию «Fighter Elvis Promotion».
Окончил Колледж Экономики и Культуры (EKA) в Риге, по специальности переводчик английского языка.
Является комментатором боксёрских репортажей на различных каналах латвийского телевидение.